# Mary Black
Mary Black (Dublino, 22 maggio 1955) è una cantante irlandese.
La sua è una famiglia che si è sempre dedicata alla musica; il padre è stato un violinista, provenuto da Rathlin Island in Irlanda del Nord, la madre una cantante, mentre i suoi fratelli avevano un loro gruppo musicale in cui lei stessa da giovane ha cantato. Anche la sorella, Frances Black, è una nota cantante.
Iniziò poi ad esibirsi con altri gruppi, tra cui la band musicale tradizionale irlandese dei De Dannan. A partire dal 1986 ha iniziato una carriera solista di successo, cimentandosi con generi diversi, spaziando dal jazz al country.
Nel 1987, 1988, 1992, 1994 e 1996 è stata nominata Miglior artista donna dalla Irish Recorded Music Association.
Per un certo numero di anni la rivista What Hi-Fi? ha considerato la voce di Mary Black di tale purezza da servirsene per i propri test al momento di paragonare la qualità degli impianti ad alta fedeltà.
È sposata con Joe O'Reilly della Dara Records, con cui ha avuto tre figli, Conor, Danny e Róisín. Danny fa parte del gruppo musicale The Coronas.

## Discografia

### Album
- 1983: Mary Black
- 1984: Collected
- 1985: Without the Fanfare
- 1987: By the Time It Gets Dark
- 1989: No Frontiers
- 1991: Babes in the Wood
- 1993: The Holy Ground
- 1995: Circus
- 1997: Shine
- 1999: Speaking with the Angel
- 2003: Mary Black Live
- 2005: Full Tide
- 2011: Stories from the Steeples

### Raccolte
- 1990: The Best Of Mary Black
- 1992: The Collection
- 1995: Looking Back
- 2001: The Best of Mary Black 1991-2001 & Hidden Harvest
- 2008: Twenty Five Years, Twenty Five Songs